# Shōrin-ryū
 (septembre 2017).

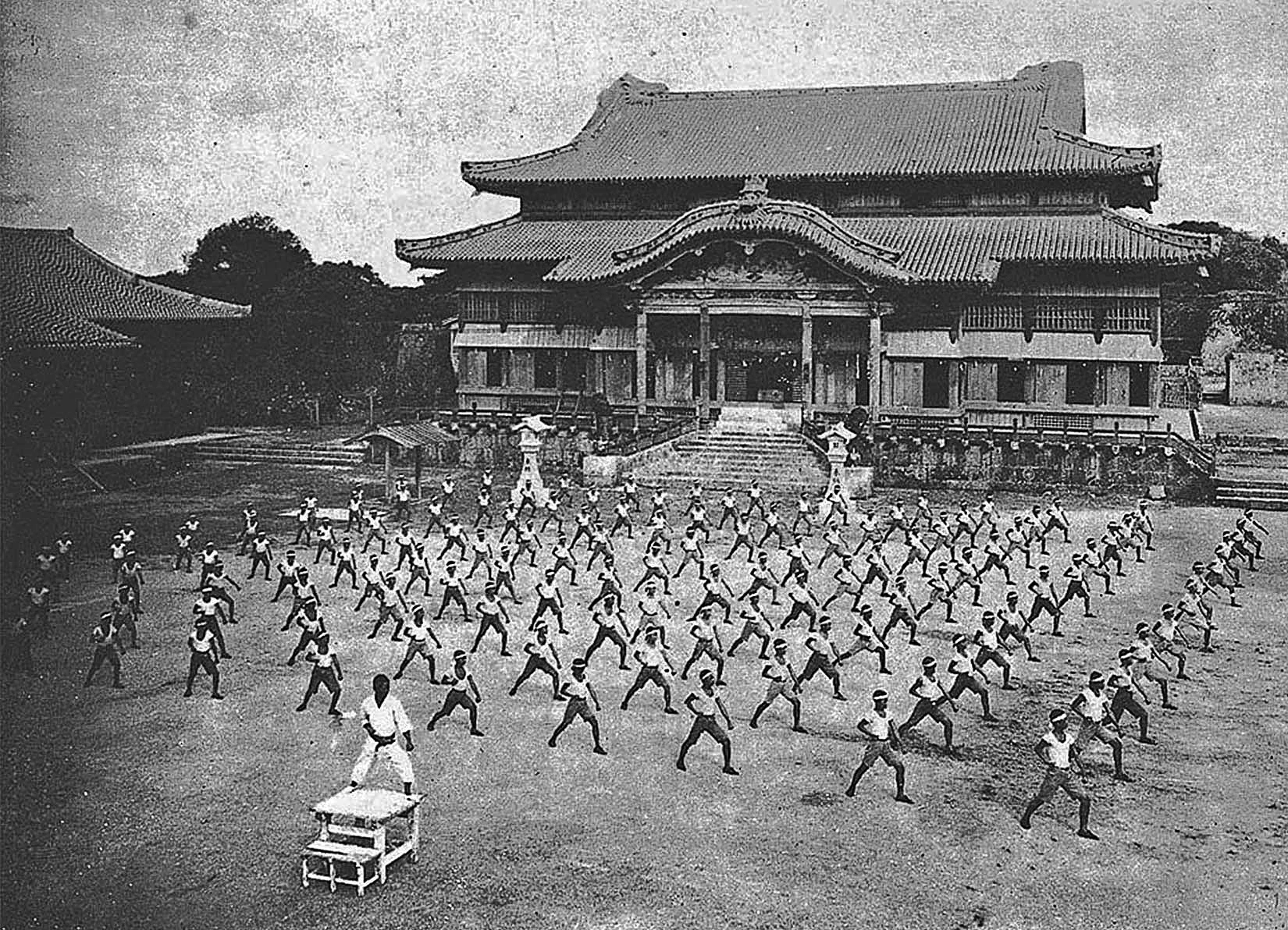
Entraînement au château de Shuri, en 1938

Le shōrin ryu (少林流, littéralement « école de la jeune forêt » ou « école de la petite forêt »), prononciation okinawaïenne des caractères japonais utilisés pour écrire l'école Shaolin, est l'un des trois styles majeurs de karaté à Okinawa.

## L'histoire du shōrin ryu
Le shōrin ryu est le style le plus ancien et à l'origine de presque toutes les autres écoles : shotokan, shitō ryu, etc.
Son fondateur est Sōkon Matsumura (松村 宗棍, Matsumura Sōkon, 1809-1889), appelé aussi Bushi (« guerrier ») Matsumura.
Le shōrin ryu est issu de concepts de combats tirés :
- du shaolin quan (« poing de Shaolin »), l'école d'arts martiaux des moines bouddhistes du temple du même nom.

- du shuri-te, la pratique martiale propre à la ville de Shuri, ancienne capitale d'Okinawa, par opposition au naha-te, style de la ville portuaire voisine de Naha, et actuelle capitale (la ville de Shuri est devenue un quartier de l'actuelle Naha).
- du tomari-te, la pratique martiale propre au village voisin, Tomari (absorbé, lui aussi par l'actuelle Naha), très proche du shuri-te.

Shōrin ryu est un terme générique qui désigne aujourd'hui le shuri-te ainsi que le tomari-te. Depuis le milieu du XIXe siècle, les mêmes experts enseignaient et diffusaient les techniques qui, du fait de leurs nombreuses similitudes, entraînèrent la fusion des deux styles.
Pour mieux comprendre la suite, il faut se souvenir que l'idéogramme chinois 唐, lu to dans la langue d'Okinawa, mais kara en japonais, désigne la dynastie des Tang (618-906) et, par extension, en okinawaïen, to désigne tout ce qui vient de Chine, ainsi que le pays lui-même. Et que de, prononciation voisée de te (手), prononcé quelquefois ti, signifie « technique » en chinois comme en okinawaïen et, par extension en japonais, la « main » qui réalise ces techniques.
D'où tō-de (唐手), « technique des Tang » ou « technique chinoise », par référence à ses origines, devenu « main de Chine » depuis la « colonisation » d'Okinawa par le Japon en 1609.
Combinée au « vide » (空, également prononcé kara en japonais), dans le sens bouddhique du terme de « vacuité », en référence au bouddhisme zen (soutien spirituel historique du bushido japonais), cette dernière signification aboutira finalement à l'actuel sens japonais de karaté (空手) : « main vide ».

### Les premiers pas

#### Les origines
Afin de mieux cerner les origines du karaté, il faut situer l'île d'Okinawa. C'est l'île principale des îles Ryūkyū, située entre l'île de Taïwan, le Japon et la Chine. L'archipel compte environ 70 îles.
Dès le Xe siècle, la Chine entretient des rapports diplomatiques et commerciaux avec les îles Ryūkyū, alors royaume indépendant. De nombreux Chinois se rendent à Okinawa pour y faire du commerce. Parmi eux, certains pratiquent différents styles de boxe chinoise notamment le shaolin quan (« poing de Shaolin »).
À cette époque, Okinawa était une des principales sources de production du soufre, élément indispensable à la fabrication de la poudre que les Chinois maîtrisaient. La légende parle de « 36 familles », envoyées par l'empereur de Chine pour s'installer au début du XIVe siècle. Les arts et la culture traditionnels de l'île sont donc fortement imprégnés de l'influence chinoise.
En 1372, Satto, roi de Chūzan, fit allégeance à l'empereur de Chine, de la dynastie Ming. Les relations culturelles et commerciales entre la Chine et l'archipel devinrent plus étroites. C'est vers cette époque que les premières formes antiques de katas seront transmises par des experts chinois, tel passaï.
En 1429, le roi Shō Hashi, originaire de la province chinoise de Chuzan, unifia les différents fiefs qui morcelaient Okinawa, et interdit la possession de toute arme.
À partir du XVIe siècle, et ce jusqu'au XIXe siècle, cette île fut le théâtre de conflits entre le Japon et la Chine (en 1609, le Japon envahit l'archipel). Tour à tour, ces deux pays ont imposé leur souveraineté sur l'archipel et ont instauré une domination militaire, interdisant toute arme au peuple afin d'éviter les rébellions.
Ceci explique le développement des techniques de combat à mains nues, ainsi que l'utilisation d'outils de la vie quotidienne en tant qu'armes, les kobudō.
Ces techniques étaient alors transmises secrètement, la nuit, de maîtres à disciples, dans les jardins clos des maisons des maîtres (senseï). Les entraînements étaient basés uniquement sur l'efficacité, ne laissant aucune place au spectaculaire ou à l'esthétique.
Ce sont donc les habitants d'Okinawa qui ont donné naissance à cette méthode de combat à mains nues, appelée par la suite karaté.
Ces techniques de combat se sont développées principalement à Naha (aujourd'hui la capitale) et dans les villages voisins de Tomari et de Shuri, ancienne capitale, résidence des rois et de la noblesse locale (Shuri et Tomari sont devenues aujourd'hui des banlieues de Naha).
- Shuri s'est développée autour du palais royal. Outre le roi et sa Cour, la population de cette ville était surtout constituée d'aristocrates, de nobles, et de membres de la haute bourgeoisie.
- Naha, ville portuaire, était surtout peuplée de marins, de débardeurs et de commerçants.
- Tomari, était un village de paysans, d'agriculteurs.

Il est évident que les Chinois, s'installant dans l'une ou l'autre de ces localités et n'appartenant pas à la même classe sociale, pratiquaient des techniques martiales issues d'écoles différentes.
Les techniques qui se sont développées à Naha, étaient basées sur la respiration abdominale forcée, avec des mouvements circulaires courts mais puissants, donnant naissance au Naha-te (« main de Naha »), devenu shorei ryu, puis gōjū ryu.
Les techniques qui se sont développées à Shuri, le shuri-te (« main de Shuri »), et à Tomari, le tomari-te (« main de Tomari ») proviennent essentiellement du kung-fu shaolin.
C'était surtout la noblesse locale, qui pratiquait le shuri-te, au palais royal de Shuri.

#### Le développement du Shuri-te
Les plus anciennes figures connues comme pratiquant ce style sont Shinjo Choken, membre de la cour du roi, vers la fin du XVIe siècle et le début du XVIIe ; et, vers le milieu du XVIIe siècle jusqu'au début du XVIIIe, Chatan Yara, Peichin Takahara et Kushanku.

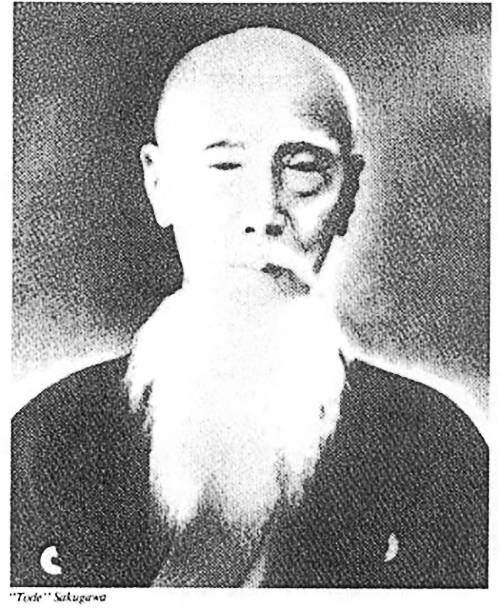
Tode Sakugawa

Puis apparut Kanga Sakugawa (1733 ?-1815), appelé aussi Tode Sakugawa (« Sakugawa main de Chine »). Il fut disciple, pendant six ans du moine bouddhiste Peichin Takahara de Shuri, expert tant en shuri-te primitif qu'en shaolin quan. Puis, pendant six ans encore, il fut l'élève de Kushanku, un ambassadeur militaire chinois, également expert en shaolin kempo. Il fit aussi plusieurs voyages en Chine pour perfectionner son art.
Kanga Sakugawa a beaucoup fait évoluer le Shuri-te en mélangeant les techniques locales et celles du kung-fu shaolin. C'est de Kushanku qu'il a appris la position d'attente pour une frappe ou un blocage, du poing collé aux côtes, appelée hikité.
À son retour à Okinawa, il était considéré comme étant le plus grand expert local de boxe chinoise, d'où son surnom, de « Tode Sakugawa ». Son plus éminent disciple fut Sōkon Matsumura.

#### Le développement du Tomari-te
Un des disciples de Tode Sakugawa, Kōsaku Matsumora (1829-1898) (à ne pas confondre avec son « presque homonyme », Sōkon Matsumura) — qui s'entraîna lui aussi avec un marin chinois, Chintō (connu aussi sous le nom de Annan) — avait débuté avec Karyu Uku (nommé également Giko Uku) et continué avec Kishin Teruya. Kōsaku Matsumora est la « figure de proue » du Tomari-te.
C'est à partir de là que le tomari-te, qui se distinguait du shuri-te, bien que les différences étaient minimes, s'en rapproche encore plus.

### L'avènement du shōrin ryu

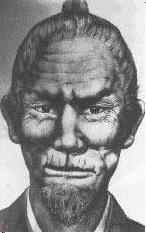
Sōkon Matsumura

Sōkon Matsumura (1809-1896), issu de la noblesse locale, commença l'apprentissage du shuri-te à l'âge de 10 ans, sous la férule de Tode Sakugawa, il fut son dernier disciple et lui succéda à sa mort.

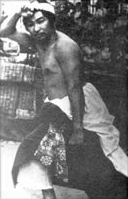
Sōkon Matsumura

Ses qualités de combattant étaient si exceptionnelles qu'il devint très rapidement, à l'âge de 19 ans, le responsable et instructeur de la garde du palais de Shuri (résidence des rois d'Okinawa) et garde du corps personnel du roi.
Il est resté à ce poste sous les règnes des trois derniers rois d'Okinawa. Il avait un très grand esprit de recherche et travailla beaucoup pour développer son art. Lui aussi s'entraîna avec le marin Chintō et créa un kata en son honneur. Il travailla aussi avec d'autres maîtres chinois, dont Ason et Iwa.
Ce maître systématisa son art pour pouvoir l'enseigner et y introduisit les katas kushanku (en référence à l'un des deux maîtres de Sakugawa), et hakutsuru (« grue blanche »), que Sakugawa lui avait enseignés, et créa en outre chintō, passaï et gojushiho (54 pas), entre autres.
Sōkon Matsumura créa aussi le kata naïhanchi, pour renforcer le corps et permettre de développer la stabilité du combattant debout et son équilibre dans des déplacements rapides.
Tous les styles de karaté modernes, sans aucune exception, sont issus de son enseignement, y compris, en partie, le gōjū ryu et le uechi ryu (les deux autres styles traditionnels okinawaïens).
Il eut de nombreux disciples, dont plusieurs furent éminents, en particulier Itosu Ankō, son successeur officiel, qui jeta les bases du développement du karaté tel que nous le connaissons aujourd'hui. Il nomme son système shōrin ryu.

## Les grandes figures du shōrin ryu
Ses principaux disciples, en dehors de son propre petit-fils, Nabe Matsumura (qui n'eut qu'un seul et unique élève, Hohan Sōken, 1889-1982), furent Hanashiro Chomo, Chotoku Kyan, Azato Yasutsune, Kentsu Yabu et Ankō Itosu. Ce dernier assura la perpétuation de son enseignement, en rendant obligatoire la pratique du karaté, dans toutes les écoles primaires de l'archipel d'Okinawa.
La liste qui suit, non exhaustive, présente quelques grands maîtres, parmi les plus marquants de l'histoire du shōrin ryu.

### Itosu Ankō
Itosu Ankō (糸洲安恒 1830-1915) fut le disciple de Sōkon Matsumura, entre 1840 et 1848. C'est lui qui introduisit dans les écoles d'Okinawa l'entraînement de l'Okinawa-te (appelé ainsi, pour gommer les différences entre les différents courants du tode et aussi, et peut-être surtout, pour supprimer les références à la Chine avec laquelle le Japon était en guerre à ce moment).
Ankō Itosu se rendit compte que les katas anciens étaient trop complexes pour des collégiens. En 1907, il créa des katas simplifiés, les pinan, à partir des katas passaï, kushanku, chintō et jion. Il scinda aussi le kata naïhanchi en trois afin de rendre son apprentissage plus facile. Il était aussi réputé pour sa force et pour les nombreux défis qu'il gagna toujours. Il eut de très nombreux disciples, dont les cinq principaux furent Chibana Shōshin,Chōki Motobu, Gichin Funakoshi, Shinpan Shiroma et Kenwa Mabuni.

### Chibana Shōshin

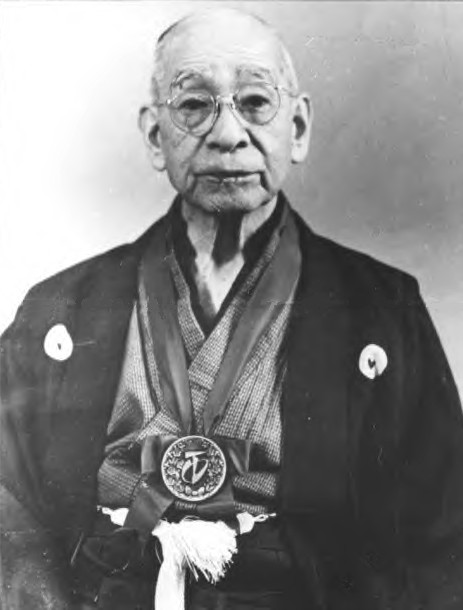
Chibana Shōshin

Chibana Shōshin (知花 朝信 1885-1969), connu aussi sous le nom de Chojin Kuba. Dès l'âge de 15 ans, il fut le disciple de Ankō Itosu jusqu'à la mort de celui-ci en 1915. À l'âge de 35 ans, en 1920, il ouvre un dojo à Shuri et nomme son école Kōbayashi-Ryū, qui est la prononciation japonaise des idéogrammes utilisés pour transcrire shaolin-shu, ou shōrin ryu (« école de la petite forêt »).
En 1956, il fut le premier président de l'Okinawa Karaté-Do Renmei (fédération qui regroupe l'ensemble des styles de l'île).
Il crée en 1961 l'Okinawa Shōrin Ryu Karaté Kyokai, association du karaté shōrin ryu d'Okinawa. Enseignant de très grande réputation, il eut de très nombreux disciples. Ses quatre instructeurs furent Yuchoku Higa, Shuguro Nakazato, Katsuya Miyahira, et Minoru Higa (en).

### Shinpan Shiroma

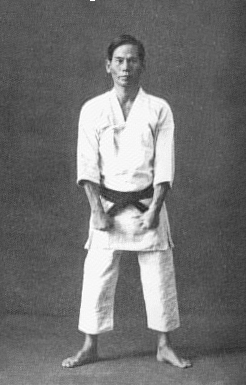
Shinpan Shiroma

Shinpan Shiroma (1890-1954), connu aussi sous le nom de Shinpan Gusukuma. Élève de Ankō Itosu, il conserva l'enseignement de son maître et le transmit tel quel à de nombreux disciples, parmi lesquels Yoshio Nakamura et Arakaki Ankichi.
Plus tard, il étudia aussi le gōjū ryu, avec Kanryō Higaonna. Il participa à la création de l'école[Laquelle ?] shitō ryu, avec son ami Kenwa Mabuni. Le shitō ryu est un savant mélange des deux styles, gōjū ryu et shōrin ryu.

### Motobu Chōki

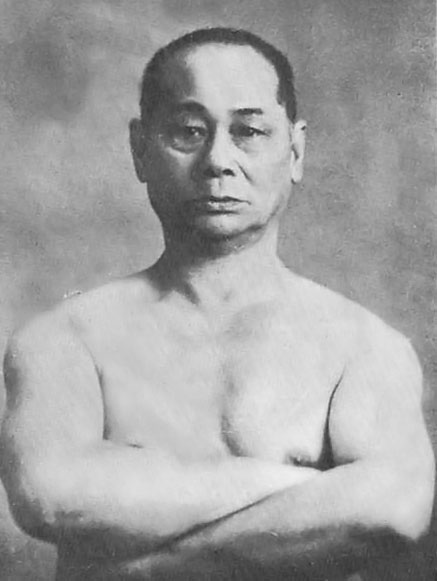
Chōki Motobu

Motobu Chōki  (本部 朝基 ?, 1870-1944), ou Motobu no saru (« Motobu le singe »), était un membre de la branche cadette de la famille royale d'Okinawa. Il a été l'élève des plus grands maîtres de son époque : Matsumura Sōkon , Itosu Ankō, et s'est aussi entraîné chez Sakuma Peichin et chez Kōsaku Matsumora, le maître du tomari-te.
C'était un combattant « hors norme », qui n'a jamais été vaincu, et il était si agile qu'il fut surnommé « le singe ». En 1921, il a terrassé un boxeur russe, alors champion du monde des super-welters, d'un seul shuto (coup porté avec le tranchant de la main) sur la tête.
Ce fait l'a rendu très populaire, et a fortement contribué au développement du karaté au Japon. Son kata préféré était naïhanchi, et il en disait que c'était la base du karaté.

### Nagamine Shōshin
L'héritier du tomari-te, Shōshin Nagamine  (長嶺 将真, Shōshin Nagamine, 1907-1997) auteur, soldat, officier de police et surtout, grand maître de karaté.
Il est né à Tomari, aujourd'hui, un quartier de Naha, Okinawa. Il fut un enfant chétif et maladif. En 1926, atteint d'une grave gastroentérite, il commença seul un régime sévère et se mit au karaté sous la surveillance bienveillante de son voisin, Chojin Kuba (prononciation okinawaïenne de Chibana Shōshin). Il recouvra rapidement la santé, grâce à « un dur travail, tant à l'école qu'à l'entraînement de karaté ». Il finit par avoir une telle condition physique, qu'il devint le meneur du club de karaté de son lycée, et fut surnommé « Chaippaï Matsu » (« le pin tenace »).
Il continue l'étude du karaté chez Taro Shimabuku et chez Ankichi Arakaki. Plus tard, après avoir été démobilisé du 47e Régiment d'infanterie de l'armée japonaise avec lequel il a combattu en Chine, il entre dans la police, et s'entraîne avec Chotoku Kyan et Chōki Motobu, et il obtient son 6e dan. En 1953, ayant pris sa retraite de la police, il rentre à Naha et y ouvre son propre dojo, qu'il nomme « Centre Matsubayashi-Shōrin Ryu d'étude du karaté et des arts martiaux anciens ».
Il invente le nom de Matsubayashi Ryu (« école de la forêt de pins »), transcription légèrement modifiée de shōrin ryu, en 1947, en l'honneur de Sōkon Matsumura et de Kōsaku Matsumora.
Il crée, en collaboration avec Chōjun Miyagi (le créateur du gōjū ryu),les fukyu-kata. Très simples, ce sont des katas préparatoires pour les débutants.
Il enseigne jusqu'à sa mort en 1997. Son fils lui succède à la tête de son dojo.

### Higa Yûchoku
Higa Yûchoku (1910-1994), 10e dan Hanshi est né à Naha. Il crée[Quand ?] l'école Kyudōkan qu'il dirigea jusqu'à sa mort. Il rencontre[Quand ?] Jinan Shinsato, maître de gjū ryu. En 1943, à 33 ans, il fait la connaissance de Chibana Shōshin avec lequel il étudie le karaté shōrin ryu.

### Shugōro Nakazato
Shugōro Nakazato est né à Shuri (Naha) le 14 août 1919 et mort le 25 août 2016.
Il découvre le karaté en 1935 avec Iju Seiichi.
Il pratiquera également les kobudo avec Seiro Tonaki (avec qui il va acquérir une grande maîtrise de plusieurs armes comme le bō, le saï ou le tonfa).
Après la Seconde Guerre mondiale, il devient l'élève de Chibana Shōshin, fondateur du kōbayashi-ryū, grand nom du karaté okinawaien et personnage emblématique dans le développement du shōrin ryu. Shugoro Nakazato deviendra son assistant.
Il ouvrira par la suite son propre dōjō avec les encouragements de son maître. Il sera élevé au grade de 8e dan en 1961 puis à celui de 9e dan en 1967.
À la mort de son maître en 1969, bien que n'étant que disciple externe, il sera officiellement l'un des successeurs de cette école et on lui décernera le 10e dan peu de temps après.
Son courant se nomme le shorinkan et est l'une des grandes branches actuelles du shōrin ryu.
En 2007, il reçoit l'ordre du Soleil levant.

### Miyahira Katsuya
Miyahira Katsuya , né en 1918 à Naha et mort le 28 novembre 2010, était un grand maître d'arts martiaux,
Miyahira fait ses débuts en karaté à l'âge de 15 ans chez Chibana Shōshin, l'un des meilleurs disciples, et successeur officiel de Ankō Itosu.
Il aura aussi l'occasion de s'entraîner avec Chōki Motobu, expert en kumite. En 1969, il devient président de l'Okinawa shorin-ryu karaté-do association.
En 1989, il est honoré par l'Association des arts martiaux japonais pour sa contribution à l'essor des arts martiaux.

### Higa Minoru
Higa Minoru est né à Naha (Okinawa), le 18 septembre 1941. Dixième dan, soke de l'école Shōrin Ryu Kobayashi Kyudōkan, il eut sa première expérience dans les arts martiaux, au judo, à l’âge de 11 ans, avec les conseils de Yogen Tamashiro.
En 1960, il devient l’élève du maître de judo Yokomoto Isekichi et commence à pratiquer le karaté avec son oncle Higa Yuchoku. La même année, il s’enrôle au Bodybuilding Japan Center, conduit par sa passion pour les entraînements de force. Depuis 1960, Higa s’entraîne au temple de judo Kodokan, atteignant le grade de 4e dan dans cette discipline. Son physique, qu’il développa à travers la musculation et une intense pratique du judo et du karaté, lui valurent de devenir le champion du Japon universitaire de boxe en poids lourd[réf. nécessaire].

## Le shorin-ryu en France
C'est en 1976 que les premiers maîtres de Shorin-Ryu venus d'Okinawa arrivent en France, pour la première fois et s'y installent pour enseigner leur karaté-do.
Chinen Kenyu et Adaniya Seisuke en sont les précurseurs de l'époque, les seuls élèves de Nakazato Shugoro qui répondent à l'appel de Roland Habersetzer qui veut mettre en relation des maîtres d'Okinawa avec les pratiquants français d'arts martiaux[source insuffisante].

## Les katas du shorin ryu
À part les kihon (基本), qui sont les mouvements de base (coups de poing, coups de pied, et blocages) et qui s'exécutent sous forme de séries, par enchaînements, on dénombre une multitude de katas différents selon les écoles, dont certains sont fondamentaux à l'apprentissage.
Un kata est un enchaînement de blocages et de ripostes constituant un combat virtuel contre plusieurs adversaires, dans le but de permettre au pratiquant de maîtriser un maximum de possibilités lors d'un combat réel. En général, et dans un souci d'éthique, les katas commencent et finissent par des blocages, le karatéka ne devant jamais être l'attaquant.
Les katas enseignés par les différents courants du shōrin ryu sont listés ci-dessous. Ils ne sont pas tous pratiqués de la même manière, et le nombre de kata enseignés varie même selon les courants.
On dénombre entre 16 et 24 kata (certains styles en comptent plus de 60) :
- Fukyu gata ichi (普及方一), élaboré par Shōshin Nagamine pour être mis en commun avec les écoles gōjū ryu d'Okinawa, kata éducatif pour débutants, enchaînement de mouvements de bras (blocages et coups de poing) de base, dans les deux postures de base).
- Fukyu gata ni (普及方二), élaboré par Chōjun Miyagi pour être mis en commun avec les écoles shōrin ryu d'Okinawa, kata éducatif pour débutants, un peu plus complexe que le précédent, et plutôt dans l'esprit du gōjū ryu quant à sa forme, bien que n'incluant pas la respiration abdominale forcée).
- Naïhanchi shodan (ナイファンチ初段) (1re partie du kata naïhanchi original, scindé en trois parties par Itosu Ankō)
- Naïhanchi nidan (ナイファンチ二段) (2e partie du kata naïhanchi original, scindé en trois parties par Itosu Ankō)
- Naïhanchi sandan (ナイファンチ三段) (3e partie du kata naïhanchi original, scindé en trois parties par Itosu Ankō)
- Pinan shodan (ピンアン初段) (1er kata créé par Itosu Ankō à partir des katas passaï, kushanku, Chintō et jion)
- Pinan nidan (ピンアン二段)  (2e kata créé par Itosu Ankō à partir des katas passaï, kushanku, Chintō et jion)
- Pinan sandan (ピンアン三段) (3e kata créé par Itosu Ankō à partir des katas passaï, kushanku, Chintō et jion)
- Pinan yondan (ピンアン四段) (4e kata créé par Itosu Ankō à partir des katas passaï, kushanku, Chintō et jion)
- Pinan godan (ピンアン五段) (5e kata créé par Itosu Ankō à partir des katas passaï, kushanku, Chintō et jion)
- Unsū (ウンスー)
- Rōhaï (ローハイ)
- Passaï shō (パッサイ小) (Itosu Passaï)
- Passaï daï (パッサイ大)  (Matsumura Passaï)
- Tomari passaï (泊 パッサイ)
- Sōchin (ソーチン)
- Chintō (チントー)
- Chintî (チンティ)
- Jitte (ジッティ)
- Kûsanku shō (クーサンク小)
- Kûsanku daï (クーサンク大)
- Seïsan (セィサン)
- Jion (ジィオン)
- Gojushihō (五十四歩) (cinquante quatre pas)